# Hemiunu

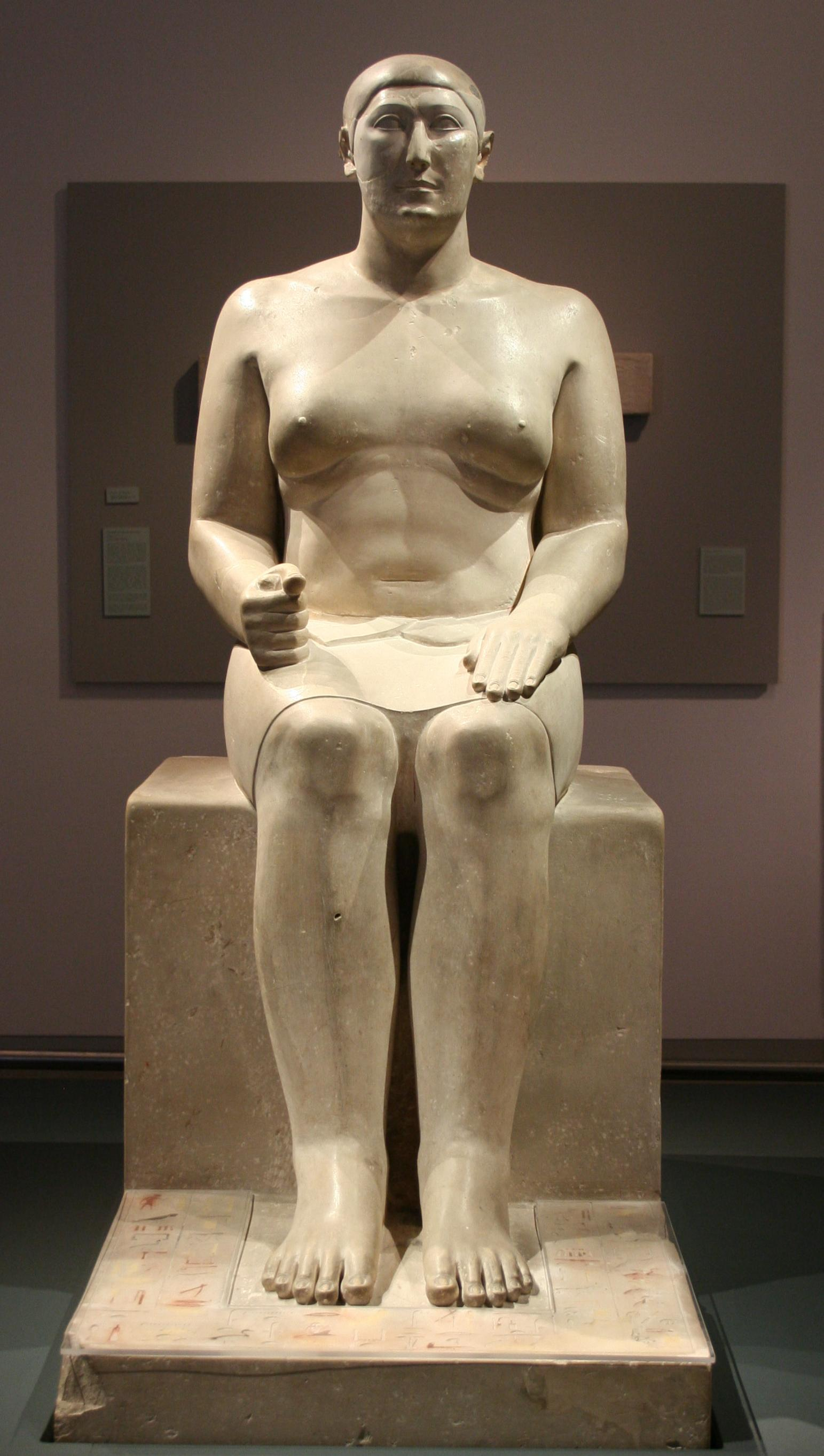
Estátua de Hemiunu, no Museu de Pelizaeus, Hildesheim, Alemanha.

Hemiunu (2570 aC) teria sido arquiteto responsável pela Grande Pirâmide de Gizé, no Egito. Como vizir, Hemiunu era um dos membros mais importantes da corte do Antigo Egito e responsável por todas as obras reais.

## Biografia
Hemiunu era um filho do príncipe Nefermaat e de sua esposa Itet, um neto de Sneferu e parente de Khufu, o faraó do Império Antigo. Hemiunu tinha três irmãs e muitos irmãos.
Em seu túmulo ele é descrito como um príncipe hereditário, conde, selador do rei do Baixo Egito (jrj-pat HAtj-a xtmw-bjtj) e em uma estátua encontrada em seu serdab (e agora exposto em Hildesheim, Alemanha), Hemiunu recebe os títulos: o filho do rei de seu corpo, o juiz-chefe e vizir, o maior dos cinco da Casa de Thoth(sA nswt n XT=f tAjtj sAb TAtj wr djw pr-DHwtj).
Como vizir, sucedeu Kanefer, que era seu tio, e seu pai, Nefermaat.

## Túmulo
O túmulo de Hemiunu fica perto da Pirâmide de Khufu e contém relevos de sua imagem. Algumas pedras de sua mastaba foram gravemente danificadas e foram datadas do período do reino de Khufu. Sua estátua pode ser encontrada no Museu de Pelizaeus, Hildesheim, Alemanha. Esta estátua deve ser emprestada para a abertura do Grande Museu Egípcio, no Cairo.
A estátua foi encontrada no serdab murado da mastaba de Hemiunu pelo arqueólogo Hermann Junker em março de 1912. Ladrões antigos já tinham saqueado a mastaba em busca de itens valiosos e a parede para o serbad tinha um buraco. O ladrão arrancou com força os preciosos olhos incrustados da estátua e outras peças de ouro, no processo o braço direito foi quebrado e a cabeça cortada. A cabeça foi restaurada, usando um relevo de Hemiunu como um guia para o perfil do nariz.